# Виноградный (Егорлыкский район)
Виноградный — упразднённый хутор в Егорлыкском районе Ростовской области. На момент упразднения входит в состав Новороговского сельского поселения. В 1998 году включен в состав посёлка  Роговский и исключен из учётных данных.

## География
Располагался в центре района, в вершине безымянной балке впадающей в реку Куго-Ея, с северо-запада примыкал к посёлку Роговский. В настоящее время представляет собой северо-западную часть посёлка.
На топографических картах 1970-1980-х годов выпуска хутор Виноградный и посёлок Роговский обозначались как один населенный пункт под названием Виноградный.

## История
Возник как одно из производственных отделений совхоза «Роговский». В августе 1963 г. населенный пункт 3-го отделения совхоза «Роговский» переименован в хутор Виноградный.